# Rumex pseudonatronatus
Rumex pseudonatronatus — вид рослин родини Гречкові (Polygonaceae), поширений у центральній і східній Європі, середній Азії, Сибіру.

## Опис
Багаторічна рослина. Стебло прямостійне, 100–120 см заввишки. Пластинки нижніх листків ланцетні або лінійно-ланцетні, 10–30 × 1.5–5 см, поступово загострені, біля основи б. м. клиноподібні, по краю кучеряві. Верхні листки більш вузькі й короткі.
Суцвіття вузько волотисте, з косо вгору спрямованими гілками. Квітконіжки в середній або нижній частині з потовщеним зчленуванням. Внутрішні листочки оцвітини при плодам майже округлі, 3–4.3 мм у довжину й ушир, біля основи трохи серцеподібні, на верхівці відтягнуті, майже цілокраї. Плоди 2.1–2.3 × 1.2 мм, червонувато-бурі.

## Поширення
Поширений у центральній і східній Європі (у т.ч. Україна), середній Азії, Сибіру; інтродукований у Велику Британію, пд. Канади й пн. США.